# Dacetinops wilsoni
Dacetinops wilsoni is een mierensoort uit de onderfamilie van de Myrmicinae. De wetenschappelijke naam van de soort is voor het eerst geldig gepubliceerd in 1985 door Taylor.